# Reinos da Comunidade das Nações

Reinos atuais da Commonwealth
Territórios e dependências atuais
Antigos reinos e domínios que agora são repúblicas independentes

Um Reino da Commonwealth (em inglês: Commonwealth Realm) é um Estado soberano na Comunidade das Nações (Commonwealth) cujo monarca e chefe de estado é compartilhado entre os outros reinos. Cada reino funciona como um Estado independente de forma semelhante aos demais Estados-membros da Comunidade das Nações. O Rei Carlos III é o atual monarca de cada um dos Reinos da Comunidade das Nações, após suceder sua mãe, Isabel II, em 8 de setembro de 2022.
Diferencia-se da Comunidade das Nações, essa, uma associação política de 56 estados membros, a grande maioria dos quais são antigos territórios do Império Britânico. Que dizer: a Comunidade das Nações trata-se de um grupo de países historicamente ligados a partir da dissolução do Império Britânico e a maior parte de seus membros não tem, necessariamente, por Chefe de Estado o soberano do Reino Unido, possuem outras formas de governo, além da monarquia constitucional. O Reino da Comunidade das Nações, ao contrário, possui como forma de governo a Monarquia Constitucional e tem por chefe-de-estado, o monarca do Reino Unido.
Em sua ascensão em 1952, a Rainha Isabel II era a monarca e chefe de estado de sete estados independentes: Reino Unido, Canadá, Austrália, Nova Zelândia, África do Sul, Paquistão e Ceilão (agora Sri Lanka). Desde então, novos reinos foram criados através da independência de antigas colônias e dependências, e alguns reinos se tornaram repúblicas. Barbados é o reino mais recente a se tornar uma república; fez isso em 30 de novembro de 2021.
Em 2022 existem 15 reinos da Commonwealth: Antígua e Barbuda, Austrália, Bahamas, Belize, Canadá, Granada, Ilhas Salomão, Jamaica, Nova Zelândia, Papua-Nova Guiné, Santa Lúcia, São Cristóvão e Neves, São Vicente e Granadinas, Tuvalu e o próprio Reino Unido. Todos são membros da Commonwealth (Comunidade das Nações), uma organização intergovernamental de 56 estados membros independentes, 52 dos quais faziam parte do Império Britânico. Todos os membros da Commonwealth são estados soberanos independentes, independentemente de serem Reinos da Commonwealth.
No entanto, isso não significa que os governos destas nações estejam unidos. Mesmo com o chefe de estado compartilhado, os países e seus governos são separados e independentes. Em cada país, à exceção do Reino Unido, o monarca é representado por um governador-geral que geralmente é um cidadão possuidor de um histórico distinto de serviço público à nação e de reconhecimento público sendo indicado ao posto pelo primeiro-ministro do país. Entretanto, a sua nomeação formal é efetuada pelo monarca britânico.
O atual rei e chefe de estado desses países é o Rei Carlos III do Reino Unido.

## Atuais reinos
Todos os 15 Reinos da Commonwealth (Comunidade das Nações) estão espalhados por três continentes (9 na América do Norte, América Central e Caribe, 5 na Oceania e 1 na Europa), com uma área combinada (excluindo as reivindicações da Antártida) de 18,7 milhões de km2 (7,2 milhões de mi2) e uma população de cerca de 151 milhões de habitantes, dos quais quase 2,5 milhões vivem nos seis mais populosos: Austrália, Canadá, Jamaica, Nova Zelândia, Papua Nova Guiné e Reino Unido.
A ascensão do Rei Carlos III ao trono do Reino Unido em 2022, trouxe uma série de debates sobre a possibilidade de alguns dos atuais membros saírem do Reino da Comunidade de Nações, tais como, Jamaica, Santa Lúcia e São Vicente e Granadinas. A questão, todavia, depende de referendo e aprovação popular nesses países e acredita-se que não acontecerão em curto prazo, sendo mais possível ocorrer em países que possuem uma visão negativa da colonização britânica.
Atualmente, 15 reinos compõem a Comunidade de Nações.
| Reino | Reino                    | Região           | Capital      | Data de criação | Liderança atual   | Liderança atual   |
| Reino | Reino                    | Região           | Capital      | Data de criação | Governador-geral  | Primeiro-ministro |
| ----- | ------------------------ | ---------------- | ------------ | --------------- | ----------------- | ----------------- |
|       | Antígua e Barbuda        | Caribe           | São João     | 1981            | Rodney Williams   | Gaston Browne     |
|       | Austrália                | Oceania          | Camberra     | 1901            | Sam Mostyn        | Anthony Albanese  |
|       | Bahamas                  | Caribe           | Nassau       | 1973            | Cynthia A. Pratt  | Philip Davis      |
|       | Belize                   | Caribe           | Belmopã      | 1981            | Froyla Tzalam     | Johnny Briceño    |
|       | Canadá                   | América do Norte | Ottawa       | 1867            | Mary Simon        | Mark Carney       |
|       | Granada                  | Caribe           | São Jorge    | 1974            | Cécile La Grenade | Dickon Mitchell   |
|       | Ilhas Salomão            | Oceania          | Honiara      | 1978            | David Vunagi      | Manasseh Sogavare |
|       | Jamaica                  | Caribe           | Kingston     | 1962            | Patrick Allen     | Andrew Holness    |
|       | Nova Zelândia            | Oceania          | Wellington   | 1907            | Cindy Kiro        | Christopher Luxon |
|       | Papua-Nova Guiné         | Oceania          | Port Moresby | 1975            | Bob Dadae         | James Marape      |
|       | Reino Unido              | Europa           | Londres      | 1801            | —                 | Keir Starmer      |
|       | Santa Lúcia              | Caribe           | Castries     | 1979            | Errol Charles     | Philip Pierre     |
|       | São Cristóvão e Névis    | Caribe           | Basseterre   | 1983            | Marcella Liburd   | Terrance Drew     |
|       | São Vicente e Granadinas | Caribe           | Kingstown    | 1979            | Susan Dougan      | Ralph Gonsalves   |
|       | Tuvalu                   | Oceania          | Funafuti     | 1978            | Tofiga Falani     | Kausea Natano     |

## Relações entre os Reinos

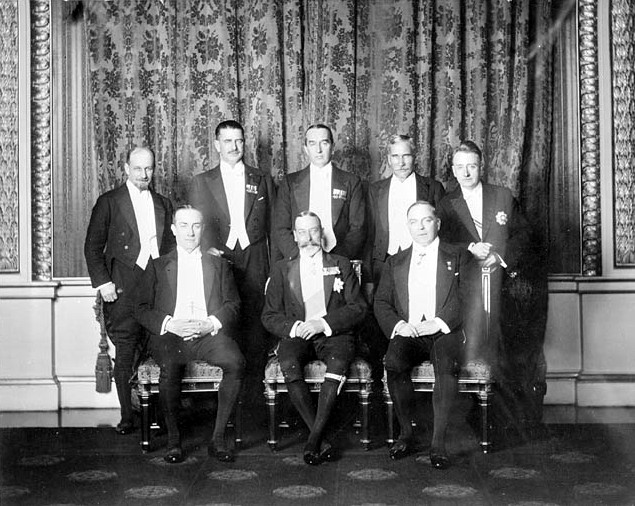
Jorge V e seus Primeiros-ministros na Conferência Imperial de 1926. Nesta cimeira, a Declaração Balfour estabeleceu a equidade de soberania dentre todos os Domínios britânicos.

Os Reinos da Comunidade das Nações são Estados soberanos e estão unidos apenas em sua associação voluntária com a instituição da monarquia, a sucessão ao trono e o próprio Rei; sendo que a pessoa do Soberano e a Coroa foram descritas em 1936 como "o elo mais importante e vital" entre os Domínios. O cientista político Peter Boyce classificou esse agrupamento de países associados de "uma conquista sem paralelo na história das relações internacionais ou do direito constitucional". Termos como "união pessoal", uma '"forma de união pessoal" e "monarquia compartilhada" , entre outros, foram todos apresentados como definições desde o início da própria Commonwealth, embora não tenha havido acordo sobre qual termo é mais preciso, ou mesmo se "a união pessoal" é aplicável.
Sob a Declaração Balfour de 1926, os Domínios foram proclamados como considerados "iguais em status, de forma alguma subordinados uns aos outros em qualquer aspecto de seus assuntos internos ou externos, embora unidos por uma lealdade comum à Coroa" e o monarca como "igualmente, oficialmente e explicitamente [monarca] de reinos separados e autônomos". Andrew Michie escreveu em 1952 que "Elizabeth II encarna em sua própria pessoa muitas monarquias: ela é a Rainha da Grã-Bretanha, mas ela é igualmente Rainha do Canadá, Austrália, Nova Zelândia, Paquistão, África do Sul e Ceilão... possível para Isabel II ser, na prática e na teoria, igualmente Rainha em todos os seus reinos." Ainda assim, Boyce mantém a opinião contrária de que as coroas de todos os reinos não britânicos são "derivadas, se não subordinadas" à coroa do Reino Unido.

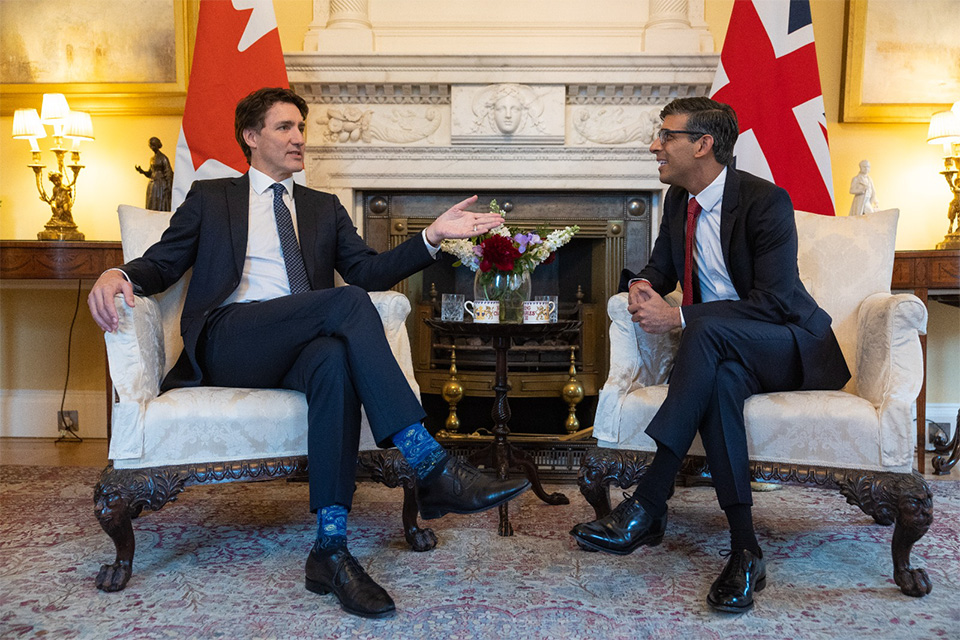
Rishi Sunak e Justin Trudeau, os primeiros-ministros do Reino Unido e do Canadá, respectivamente.

Uma vez que cada reino tem a mesma pessoa que seu monarca, a prática diplomática de trocar embaixadores com cartas de credencial e mudança de um chefe de estado para outro não se aplica. As relações diplomáticas entre os reinos da Commonwealth são, portanto, apenas em nível de gabinete e os altos comissários são trocados entre os reinos,embora todos os outros países da Comunidade das Nações também sigam essa mesma prática, por razões tradicionais. O título completo de um alto comissário será, portanto, Alto Comissário para o Governo de Sua Majestade em [País]. Para certas cerimónias, a ordem de precedência dos altos comissários dos reinos ou das bandeiras nacionais é definida de acordo com a ordem cronológica de, primeiro, quando o país se tornou um domínio e depois a data em que o país conquistou a independência.
O Alto Comissário de Belize para o Reino Unido se reúne com o Ministro de Estado Britânico para Assuntos Estrangeiros e da Comunidade das Nações (Commonwealth). Altos comissários atuam como ligações entre os governos dos reinos da Comunidade das Nações. Conflitos de interesse surgiram dessa relação entre estados independentes. Alguns foram assuntos diplomáticos menores, como o monarca expressando a conselho de um de seus gabinetes pontos de vista que contrariam os de outro de seus gabinetes. Questões mais sérias surgiram com relação ao conflito armado, onde o monarca, como chefe de estado de dois reinos diferentes, pode estar simultaneamente em guerra e em paz com um terceiro país, ou mesmo em guerra consigo mesmo como chefe de duas nações hostis.

## A Coroa nos Reinos daCommonwealth
A evolução dos domínios em reinos resultou na Coroa (Poder Real) tendo um caráter compartilhado e separado, com um indivíduo sendo igualmente monarca de cada Estado e agindo como tal em direito de um reino particular como uma pessoa jurídica distinta guiada apenas pelo conselho do gabinete dessa jurisdição. Isso significa que em diferentes contextos, o termo Coroa pode se referir à instituição extranacional que associa todos os 15 países ou à Coroa em cada reino considerado separadamente. A monarquia não é mais uma instituição exclusivamente britânica, tendo se tornado adaptado em cada um dos reinos.
Do ponto de vista cultural, o nome e a imagem do soberano e outros símbolos reais exclusivos de cada nação são visíveis nos emblemas e insígnias das instituições governamentais e dos militares. A efígie da rainha, por exemplo, aparece em moedas e notas em alguns países, e um juramento de fidelidade ao rei geralmente é exigido de políticos, juízes, militares e novos cidadãos. Em 1959, estava sendo afirmado pelos funcionários do Palácio de Buckingham que a rainha estava "igualmente à vontade em todos os seus reinos".

### Sucessão real e regência

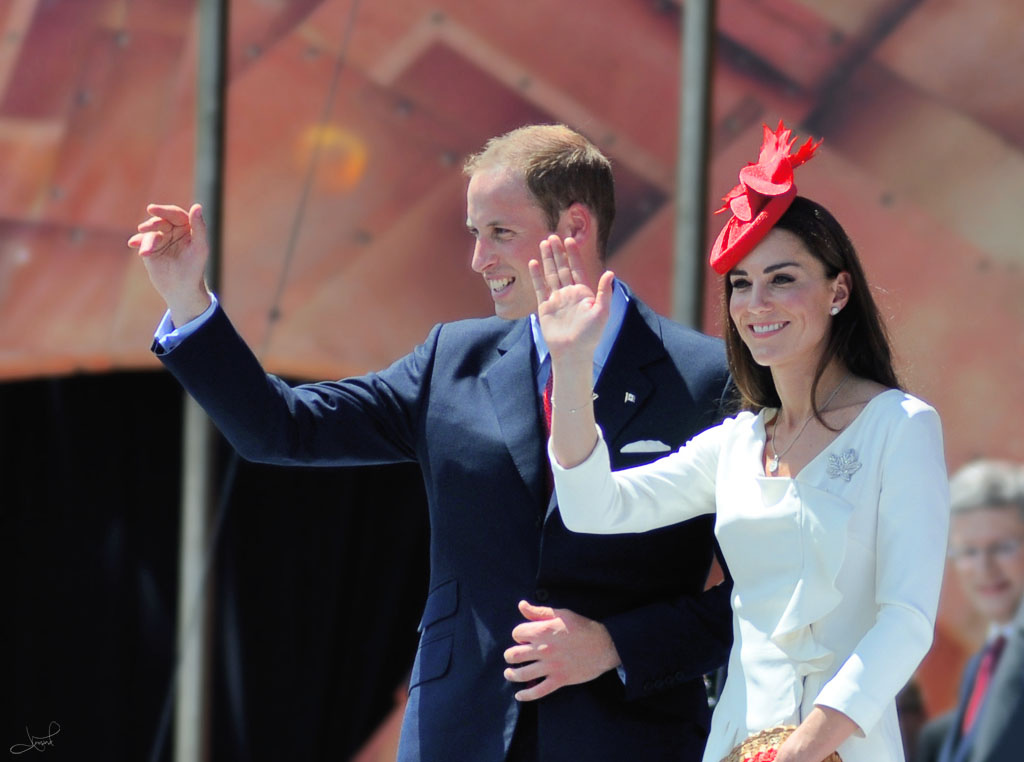
Príncipe Guilherme e Princesa Catarina durante visita real à Ottawa, em 2011. Guilherme é o herdeiro ao trono britânico e, por conseguinte, dos demais Reinos da Commonwealth.

Em que pese o fato de todas os países do Reino da Comunidade das Nações terem por chefe de Estado o Monarca do Reino Unido, são países independentes, com parlamentos e leis autônomos entre si, derivando daí, uma complexidade natural no que diz respeito a vigência e validade de normas, sobretudo, no que diz respeito à sucessão real e regência.
Para garantir a continuidade de vários estados compartilhando a mesma pessoa como monarca, o preâmbulo do Estatuto de Westminster de 1931 estabeleceu uma convenção de que qualquer alteração na linha de sucessão em qualquer país deve ser aprovada voluntariamente pelos parlamentos de todos os reinos. Esta convenção foi aplicada pela primeira vez em 1936, quando o governo britânico conferenciou com os governos do domínio durante a crise de abdicação de Eduardo VIII. O Primeiro Ministro do Canadá William Lyon Mackenzie King salientou que o Estatuto de Westminster exigia o pedido e o consentimento do Canadá para qualquer legislação aprovada pelo parlamento britânico antes que pudesse se tornar parte das leis do Canadá e afetar a linha de sucessão no Canadá.
Sir Maurice Gwyer, primeiro conselheiro parlamentar no Reino Unido, refletiu esta posição, afirmando que o Ato de Liquidação (normativa) era uma parte da lei em cada domínio. Embora hoje o Estatuto de Westminster seja lei apenas no Canadá, Austrália e Reino Unido, a convenção de aprovação dos outros reinos foi reafirmada pelo Acordo de Perth de 2011, no qual todos os 16 reinos da época concordaram, em princípio, em alterar a regra de sucessão para primogenitura absoluta, para remover a restrição sobre o monarca ser casado com um católico e para reduzir o número de membros da família real que precisam da permissão do monarca para se casar. Essas mudanças entraram em vigor em 26 de março de 2015. Alternativamente, um reino da Commonwealth (Comunidade das Nações) pode optar por deixar de ser tal tornando seu trono a herança de uma casa real diferente ou tornando-se uma república, ações que, embora alterem a sucessão real do país, a convenção não se aplica.
O acordo entre os reinos não significa, no entanto, que as leis sucessórias não possam divergir. Durante a crise de abdicação em 1936, o Reino Unido aprovou a Declaração de Ato de Abdicação de Sua Majestade com a aprovação do parlamento da Austrália e dos governos dos domínios restantes, tendo o Canadá, Nova Zelândia e África do Sul deram aprovação parlamentar mais tarde. A Lei efetuou a abdicação de Eduardo no Reino Unido em 11 de dezembro; como o governo canadense havia solicitado e consentido que a Lei se tornasse parte da lei canadense, e a Austrália e a Nova Zelândia ainda não haviam adotado o Estatuto de Westminster, a abdicação ocorreu nesses países no mesmo dia. O parlamento da África do Sul, no entanto, aprovou sua própria legislação — Ato de abdicação de Sua Majestade o Rei Eduardo VIII, 1937 — que retroativou a abdicação para 10 de dezembro. O Estado Livre Irlandês reconheceu a abdicação do rei com a Lei da Autoridade Executiva (Relações Externas) de 1936 em 12 de dezembro. De acordo com Anne Twomey, isso demonstrou "a divisibilidade da Coroa no sentido pessoal, bem como no político".
Para E.H. Coghill, escrevendo já em 1937, provou que a convenção de uma linha comum de sucessão "não é de força imperativa" e Kenneth John Scott afirmou em 1962 que acabou com a "convenção de que a uniformidade estatutária sobre esses assuntos seria mantida nas partes da Commonwealth (Comunidade das Nações) que continuavam a dever lealdade à Coroa".
Hoje, alguns reinos governam a sucessão por suas próprias leis domésticas, enquanto outros, seja por cláusulas escritas em sua constituição ou por convenção, estipulam que quem é monarca do Reino Unido é automaticamente também monarca daquele reino. É geralmente aceito que qualquer alteração unilateral de sucessão pelo Reino Unido não teria efeito em todos os reinos.
Após a ascensão de George VI ao trono, o Reino Unido criou uma legislação que previa uma regência se o monarca não fosse maior de idade ou incapacitado. Embora tenha sido solicitada a contribuição dos domínios sobre este assunto, todos se recusaram a se submeter à legislação britânica, sentindo que os governadores-gerais poderiam desempenhar funções reais no lugar de um soberano debilitado ou menor de idade. Tuvalu posteriormente incorporou este princípio em sua constituição. Nova Zelândia incluída em seu Ato Constitucional de 1986 uma cláusula especificando que, caso um regente fosse instalado no Reino Unido, esse indivíduo desempenharia as funções do monarca da Nova Zelândia

### O papel do monarca nos reinos

Isabel II em seu Jubileu de Diamante como Rainha da Austrália, portando a distinção da Ordem da Austrália.

O soberano reside predominantemente em seu reino mais antigo, o Reino Unido. O rei nomeia vice-reis para realizar a maioria dos deveres constitucionais e cerimoniais em seu nome nos outros reinos: em cada um, um governador-geral como seu representante nacional pessoal, bem como um vice-governador como seu representante em cada uma das províncias canadenses e governador como seu representante em cada um dos estados australianos.
Essas nomeações são feitas a conselho do primeiro-ministro do país ou do primeiro-ministro da província ou estado em questão, embora esse processo possa ter requisitos adicionais. A extensão em que poderes adicionais específicos são reservados exclusivamente para o monarca varia de reino para reino. Em ocasiões de importância nacional, o Rei pode ser aconselhado a desempenhar pessoalmente os seus deveres constitucionais, como conceder a aprovação real ou emitir uma proclamação real. Caso contrário, todos os poderes reais, incluindo a Prerrogativa Real, são exercidos em nome do soberano pelo respectivo vice-rei, que, além dos já mencionados, inclui um vice-governador em cada província do Canadá (nomeado pelo Governador Geral do Canadá). No Reino Unido, o Rei nomeia Conselheiros de Estado para desempenhar seus deveres constitucionais em sua ausência.
Da mesma forma, o monarca realizará deveres cerimoniais nos reinos da Commonwealth (Comunidade das Nações) para marcar eventos historicamente significativos. Cidadãos nos reinos da Commonwealth podem solicitar que mensagens de aniversário ou aniversário de casamento sejam enviadas pelo soberano. Isso está disponível para aqueles que completarem 100 ou 105 anos, em caso de aniversários e, também, mensagens de aniversários, em outras hipóteses; e, em casamentos, quando completarem 60 ("Diamante"), 65 ou 70º ("Platina") anos de união e, também, para aniversários de casamento.

### Papel religioso do monarca
É apenas na Inglaterra que o rei desempenha um papel na religião organizada, onde atua como o Governador Supremo da Igreja da Inglaterra e nomeia nominalmente seus bispos e arcebispos (cesaropapismo). Na Escócia, ele faz um juramento para defender e proteger a Igreja da Escócia e envia um Lorde Alto Comissário como seu representante para as reuniões da Assembleia Geral da igreja, quando ele não está pessoalmente presente.

## Estandartes Reais

O Estandarte Real do Príncipe William, no Reino Unido

Estandarte Real do Princípe William, no Canadá

A monarca empregou vários padrões reais para marcar sua presença, a depender de qual reino ela estava ou em nome de quem estivesse agindo na época. Todas são bandeiras heráldicas exibindo o escudo do brasão do soberano para aquele estado e, exceto as do Reino Unido, estão desfiguradas no centro com o dispositivo da Bandeira Pessoal da Rainha. A rainha usaria essa bandeira pessoal em reinos onde ela não tivesse um estandarte real. Muitos outros membros da família real têm seus próprios padrões pessoais; no entanto, apenas o príncipe de Gales, a princesa real, o duque de York e o conde de Wessex também têm um para o Canadá. Aqueles sem seu próprio padrão usam uma bandeira específica com borda de arminho das armas reais britânicas, escocesas ou, quando estão ou atuam em nome do Canadá, armas reais canadenses.
Os governadores-gerais em todos os reinos da Commonwealth (Comunidade das Nações) também usam uma bandeira pessoal, que, como a do soberano, passa para cada ocupante sucessivo do cargo. A maioria apresenta um leão passando no topo de uma coroa real de São Eduardo com o nome do país em um pergaminho embaixo, tudo em um fundo azul. As duas exceções são as de, desde 1981, Canadá (portando sobre fundo azul o brasão do Brasão Real do Canadá) e, desde 2008, Nova Zelândia (uma coroa de São Eduardo sobre o escudo do Brasão de armas da Nova Zelândia). Os vice-governadores das províncias canadenses têm seus próprios padrões pessoais, assim como os governadores dos estados australianos.

## Desenvolvimento histórico

### Surgimento dos Domínios
A possibilidade de que uma colônia dentro do Império Britânico pudesse se tornar um novo reino foi debatida pela primeira vez na década de 1860, quando foi proposto que os territórios britânicos norte-americanos de Nova Escócia, Nova Brunswick e a Província do Canadá se unissem como uma confederação que poderia ser conhecido como Reino do Canadá. Embora os domínios fossem capazes de governar-se internamente, eles permaneceram formalmente – e substantivamente em relação à política externa e defesa – sujeitos à autoridade britânica, onde o governador-geral de cada domínio representava o monarca britânico reinando sobre esses territórios como um único domínio imperial . Sustentava-se em alguns círculos que a Coroa era um elemento monolítico em todos os territórios do monarca; A.H. Lefroy escreveu em 1918 que "a Coroa deve ser considerada como uma e indivisível em todo o Império; e não pode ser dividida em tantos reinados quanto domínios e colônias autogovernadas".
Esse modelo unitário começou a se desgastar, no entanto, quando os domínios ganharam mais destaque internacional como resultado de sua participação e sacrifício na Primeira Guerra Mundial. Em 1919, o primeiro-ministro canadense Sir Robert Borden e o ministro da defesa sul-africano Jan Smuts exigiram que, na Conferência de Versalhes, os domínios recebessem pleno reconhecimento como "nações autônomas de uma Comunidade Imperial". Como resultado, embora o Rei tenha assinado como Alta Parte Contratante para o Império como um todo, os domínios também foram signatários separados do Tratado de Versalhes . Eles também se tornaram, juntamente com a Índia, membros fundadores da Liga das Nações. Em 1921, o primeiro-ministro do Reino Unido, David Lloyd George, afirmou que os "Domínios Britânicos já foram aceitos plenamente na comunidade das nações".

### Período entre guerras

#### Declaração Balfour (1926)
O ritmo da independência aumentou na década de 1920, liderado pelo Canadá, que trocou enviados com os Estados Unidos em 1920 e concluiu o Tratado de Alabote por direito próprio em 1923. Na crise de Chanak de 1922, o governo canadense insistiu que sua o curso de ação seria determinado pelo parlamento canadense, não pelo governo britânico, e, em 1925, os domínios se sentiram confiantes o suficiente para se recusarem a se comprometer com a adesão da Grã-Bretanha ao Tratado de Locarno. O Visconde Haldane disse em 1919 que na Austrália a Coroa "age em Estados autônomos por iniciativa e conselho de seus próprios ministros nesses Estados".
Outro motivo para a mudança veio em 1926, quando o marechal de campo Lord Byng de Vimy, então governador-geral do Canadá, recusou o conselho de seu primeiro-ministro (William Lyon Mackenzie King) no que veio a ser conhecido coloquialmente como o caso King-Byng. Mackenzie King, após renunciar e ser reconduzido ao cargo de primeiro-ministro alguns meses depois, pressionou na Conferência Imperial de 1926 por uma reorganização da forma como os domínios se relacionavam com o governo britânico, resultando na Declaração Balfour, que declarava formalmente que os domínios eram totalmente autônomos e iguais em status ao Reino Unido. O que isso significava na prática não foi esclarecido na época; existiam pontos de vista conflitantes, alguns no Reino Unido não desejando ver uma fratura da unidade sagrada da Coroa em todo o império, e alguns nos domínios que não desejavam ver sua jurisdição ter que assumir todo o peso das responsabilidades diplomáticas e militares.
O que se seguiu foi que os governos de domínio ganharam um status de igualdade com o Reino Unido, uma relação separada e direta com o monarca, sem o Gabinete Britânico atuando como intermediário, e os governadores-gerais agora agiam apenas como representantes pessoais do soberano. em direito desse domínio. Embora nenhum mecanismo formal para fornecer conselhos ao monarca ainda tenha sido estabelecido - o ex-primeiro - ministro da Austrália Billy Hughes teorizou que os gabinetes do domínio forneceriam orientação informal e o gabinete britânico ofereceria conselhos formais - os conceitos foram colocados em prática legal pela primeira vez com a aprovação em 1927 da Lei dos Títulos Reais e Parlamentares, que implicitamente reconhecia o Estado Livre Irlandês como separado do Reino Unido, e o Rei como rei de cada domínio de forma única, e não como o rei britânico em cada domínio. Ao mesmo tempo, a terminologia nas relações exteriores foi alterada para demonstrar o status independente dos domínios, como a retirada do termo "Britannic" (britânico) do título do rei fora do Reino Unido. Então, em 1930, os ministros australianos de George V empregaram uma prática adotada por resolução na Conferência Imperial daquele ano, aconselhando diretamente o rei a nomear Sir Isaac Isaacs como governador-geral australiano.

#### Estatuto de Westminster
Essas novas mudanças políticas foram explicitamente codificadas em 1931 com a aprovação do Estatuto de Westminster, através do qual o Canadá, a União da África do Sul e o Estado Livre Irlandês obtiveram imediatamente independência legislativa formal do Reino Unido, enquanto nos outros domínios a adoção do estatuto estava sujeito a ratificação pelo parlamento do domínio. A Austrália e a Nova Zelândia fizeram isso em 1942 e 1947, respectivamente, com a ratificação da primeira datada de 1939, enquanto a Terra Nova nunca ratificou o projeto e voltou ao domínio britânico direto em 1934. Como resultado, o parlamento de Westminster foi incapaz de legislar para qualquer Domínio, a menos que solicitado a fazê-lo, embora o Comitê Judicial do Conselho Privado foi deixado disponível como o último tribunal de apelação para alguns Domínios. Foi dada atenção específica no preâmbulo do estatuto à sucessão real, delineando que nenhuma alteração a essa linha poderia ser feita pelo parlamento do Reino Unido ou de qualquer domínio sem o consentimento de todos os outros parlamentos do Reino Unido e domínios, um acordo que um juiz do Tribunal Superior de Ontário em 2003 comparou a "um tratado entre os países da Commonwealth para compartilhar a monarquia sob as regras existentes e não mudar as regras sem o acordo de todos os signatários".
Tudo isso foi recebido com apenas uma pequena apreensão, antes ou na época, e o governo da Irlanda estava confiante de que o relacionamento desses países independentes sob a Coroa funcionaria como uma união pessoal, semelhante àquela que existia anteriormente entre o Reino Unido e Hanover (1801 a 1837), ou entre a Inglaterra e a Escócia (1603 a 1707). Seu primeiro teste veio, porém, com a abdicação do rei Eduardo VIII em 1936, para o qual era necessário obter o consentimento dos governos de todos os domínios e o pedido e consentimento do governo canadense, bem como legislação separada na África do Sul e no Estado Livre Irlandês, antes que a renúncia pudesse ocorrer em toda a Commonwealth (comunidade das nações).
A divisão civil do Tribunal de Apelação da Inglaterra e País de Gales descobriu mais tarde, em 1982, que o parlamento britânico poderia ter legislado para um domínio simplesmente incluindo em qualquer nova lei uma cláusula alegando que o gabinete do domínio havia solicitado e aprovado o ato, seja ele verdadeiro ou não. Além disso, o parlamento britânico não era obrigado a atender a um pedido de mudança legislativa de um domínio. Independentemente disso, em 1935, o parlamento britânico se recusou a considerar o resultado do referendo de secessão da Austrália Ocidental de 1933 sem a aprovação do governo federal australiano ou do parlamento. Em 1937, a Divisão de Apelação do Supremo Tribunal da África do Sul decidiu por unanimidade que a revogação do Estatuto de Westminster no Reino Unido não teria efeito na África do Sul, afirmando: "Não podemos levar esse argumento a sério. A liberdade uma vez conferida não pode ser revogada". Outros no Canadá mantiveram a mesma posição.

#### Domínios totalmente soberanos
Na Conferência Econômica do Império Britânico de 1932, delegados do Reino Unido, liderados por Stanley Baldwin (então Senhor Presidente do Conselho), esperavam estabelecer um sistema de livre comércio dentro da Comunidade Britânica, para promover a unidade dentro do Império Britânico. e assegurar a posição da Grã-Bretanha como potência mundial. A ideia era controversa, pois opunha os proponentes do comércio imperial com aqueles que buscavam uma política geral de liberalização do comércio com todas as nações. Os domínios, particularmente o Canadá, também eram veementemente contra a dispensa de suas tarifas de importação, que "dissipou quaisquer noções românticas de um 'Império Unido'". A reunião, no entanto, produziu um acordo comercial de cinco anos baseado em uma política, concebida pela primeira vez em 1900, de Preferência Imperial: os países mantiveram suas tarifas de importação, mas as reduziram para outros países da Commonwealth (comunidade de nações).
Durante seu mandato como Governador Geral do Canadá, Lord Tweedsmuir pediu a organização de uma viagem real ao país pelo Rei Jorge VI, para que ele pudesse não apenas comparecer pessoalmente diante de seu povo, mas também cumprir pessoalmente os deveres constitucionais e fazer uma visita de estado para os Estados Unidos como rei do Canadá. Embora a ideia tenha sido adotada no Canadá como uma forma de "traduzir o Estatuto de Westminster na realidade de uma viagem", ao longo do planejamento da viagem que ocorreu em 1939, as autoridades britânicas resistiram em vários pontos à ideia de que o rei ser atendido por seus ministros canadenses em vez de seus britânicos. O primeiro-ministro canadense (ainda Mackenzie King) foi finalmente bem-sucedido, no entanto, em ser o ministro presente, e o rei fez em público durante toda a viagem, em última análise, agiu apenas em sua capacidade de monarca canadense. O status da Coroa foi reforçado pela recepção de Jorge VI pelo Canadá.
Quando a Segunda Guerra Mundial começou, havia alguma incerteza nos domínios sobre as ramificações da declaração de guerra da Grã-Bretanha contra a Alemanha nazista. A Austrália e a Nova Zelândia ainda não haviam ratificado o Estatuto de Westminster; o primeiro-ministro australiano, Robert Menzies, considerou o governo vinculado à declaração de guerra britânica, enquanto a Nova Zelândia coordenou uma declaração de guerra a ser feita simultaneamente com a da Grã-Bretanha.
Ainda em 1937, alguns estudiosos ainda pensavam que, quando se tratava de declarações de guerra, se o rei assinasse, ele o faria como rei do império como um todo; naquela época, William Paul McClure Kennedy escreveu: "no teste final de soberania - o da guerra - o Canadá não é um estado soberano (...) e permanece tão verdadeiro em 1937 quanto era em 1914 que quando a Coroa está em guerra, o Canadá está legalmente em guerra "e, um ano depois, Arthur Berriedale Keith argumentou que "as questões de guerra ou neutralidade ainda são decididas pela autoridade final do Gabinete Britânico". Em 1939, no entanto, Canadá e África do Sul fizeram proclamações de guerra separadas contra a Alemanha alguns dias depois do Reino Unido. Seu exemplo foi seguido de forma mais consistente pelos outros reinos à medida que mais guerras foram declaradas contra a Itália, Romênia, Hungria, Finlândia e Japão. A Irlanda permaneceu neutra. No final da guerra, foi dito por F.R. Scott que "está firmemente estabelecido como um princípio constitucional básico que, no que diz respeito ao Canadá, o Rei é regulado pela lei canadense e deve agir apenas sob o conselho e responsabilidade dos ministros canadenses."

### Evolução no pós segunda guerra mundial
Dentro de três anos após o fim da Segunda Guerra Mundial, Índia, Paquistão e Ceilão tornaram-se domínios independentes dentro da Commonwealth (Comunidade das Nações). A Índia logo mudaria para uma forma republicana de governo. Ao contrário da República da Irlanda e da Birmânia, no entanto, não havia desejo por parte da Índia de deixar a Commonwealth - Comunidade das Nações, levando a uma Conferência da Commonwealth e à Declaração de Londres em abril de 1949, que enraizou a ideia de que as repúblicas seriam permitidas na Commonwealth (Comunidade das Nações) enquanto eles reconheceram o rei Jorge VI como chefe da Comunidade das Nações e o "símbolo da livre associação de suas nações membros independentes". O Paquistão tornou-se uma república em 1956.
À medida que esses desenvolvimentos constitucionais estavam ocorrendo, o domínio e os governos britânicos tornaram-se cada vez mais preocupados em como representar a noção mais comumente aceita de que não havia distinção entre o papel do soberano no Reino Unido e sua posição em qualquer um dos domínios. Assim, na Conferência dos Primeiros Ministros de 1948, o termo domínio foi evitado em favor do país da Commonwealth, para evitar a subordinação implícita na designação mais antiga.

### Ascensão de Isabel II

Um mapa do Império Britânico em 1952, data da ascensão ao trono da Rainha Isabel II

Os primeiros-ministros da Commonwealth (Comunidade das Nações) discutiram a questão do título do novo monarca, como afirmado na Conferência dos Primeiros-Ministros da Commonwealth de 1953 que era importante concordar com um formato que "enfatizasse o fato de que a rainha é a rainha do Canadá, independentemente de sua soberania sobre outros países da Commonwealth."
O resultado do debate foi uma nova "Lei de Títulos Reais" sendo aprovada em cada um dos sete reinos então existentes (excluindo o Paquistão ), que identicamente deram reconhecimento formal à separação e igualdade dos países envolvidos, e substituiu a frase "Domínio Britânicos Ultramarinos" por "Outros Reinos e territórios".
Além disso, em sua coroação, o juramento de Isabel II continha uma cláusula exigindo que ela prometesse governar de acordo com as regras e costumes dos reinos, nomeando cada um separadamente. A mudança de perspectiva foi resumida pela declaração de Patrick Gordon Walker na Câmara dos Comuns britânica: "Nós neste país temos que abandonar... qualquer senso de propriedade na Coroa. A Rainha, agora, de forma clara, explícita e de acordo ao título, pertence igualmente a todos os seus reinos e à Commonwealth como um todo."
No mesmo período, Walker também sugeriu ao parlamento britânico que a rainha deveria passar anualmente uma quantidade igual de tempo em cada um de seus reinos. Lorde Altrincham, que em 1957 criticou a rainha Isabel II por ter um tribunal que abrangia principalmente a Grã-Bretanha e não todo a Comunidade das Nações como um todo, foi a favor da ideia, mas não atraiu grande apoio. Outro pensamento levantado foi que as nomeações de vice-reis deveriam se tornar algo transcomunitário; o governador-geral da Austrália seria alguém da África do Sul, o governador-geral do Ceilão viria da Nova Zelândia, e assim por diante. Os primeiros-ministros do Canadá e da Austrália, John Diefenbaker e Robert Menzies, respectivamente, simpatizaram com o conceito, mas, novamente, nunca foi posto em prática.
Em 6 de julho de 2010, Isabel II dirigiu-se às Nações Unidas em Nova York como rainha de todos os 16 reinos da Comunidade das Nações. No ano seguinte, Portia Simpson-Miller, a primeira-ministra da Jamaica, falou do desejo de tornar aquele país uma república, enquanto Alex Salmond, o primeiro-ministro da Escócia e líder do Partido Nacionalista Escocês que apoia a independência escocesa, afirmou que uma Escócia independente "ainda compartilharia uma monarquia com ... o Reino Unido, assim como ... os 16 outros países da Commonwealth fazem agora". Dennis Canavan, líder do movimento "Sim, Escócia" discordou e disse que um referendo pós-independência separado deve ser realizado sobre o assunto.
Após o Acordo de Perth de 2011, os reinos da Commonwealth (comunidade das nações), de acordo com a convenção, juntos se envolveram em um processo de alteração da linha comum de sucessão de acordo com a constituição de cada país, para garantir que a ordem continuasse idêntica em todos os reinos. Em debates legislativos no Reino Unido, o termo reino da Commonwealth (reino da comunidade das nações) foi empregado.

## Antigos reinos
Sobre os antigos Reinos da Comunidade das Nações e seus status:
| País                            | A partir de             | Até                     | Sistema inicial de pós-transição                | Método de transição           |
| ------------------------------- | ----------------------- | ----------------------- | ----------------------------------------------- | ----------------------------- |
| África do Sul                   | 31 de maio de 1910      | 31 de maio de 1961      | República parlamentar                           | Referendo e nova constituição |
| Barbados                        | 30 de novembro de 1966  | 30 de novembro de 2021  | República parlamentar                           | Emenda Constitucional         |
| Ceilão                          | 4 de fevereiro de 1948  | 22 de maio de 1972      | República parlamentar                           | Nova constituição             |
| Fiji                            | 10 de outubro de 1970   | 6 de outubro de 1987    | República parlamentar                           | Golpe militar                 |
| Gâmbia                          | 18 de fevereiro de 1965 | 24 de abril de 1970     | República parlamentar com presidência executiva | Referendo e nova constituição |
| Gana                            | 6 de março de 1957      | 1 de julho de 1960      | República independente da Assembleia            | Referendo e nova constituição |
| Guiana                          | 26 de maio de 1966      | 23 de fevereiro de 1970 | República parlamentar                           | Resolução                     |
| Índia                           | 15 de agosto de 1947    | 26 de janeiro de 1950   | República parlamentar                           | Nova constituição             |
| Estado Livre Irlandês / Irlanda | 6 de dezembro de 1922   | 18 de abril de 1949     | República parlamentar                           | Ato do Parlamento             |
| Malawi                          | 6 de julho de 1964      | 6 de julho de 1966      | República presidencialista de partido único     | Nova constituição             |
| Malta                           | 21 de setembro de 1964  | 13 de dezembro de 1974  | República parlamentar                           | Emenda Constitucional         |
| Maurício                        | 12 de março de 1968     | 12 de março de 1992     | República parlamentar                           | Emenda Constitucional         |
| Nigéria                         | 1 de outubro de 1960    | 1 de outubro de 1963    | República parlamentar                           | Emenda Constitucional         |
| Paquistão                       | 14 de agosto de 1947    | 23 de março de 1956     | República parlamentar                           | Nova constituição             |
| Quênia                          | 12 de dezembro de 1963  | 12 de dezembro de 1964  | República parlamentar com presidência executiva | Emenda Constitucional         |
| Rodésia                         | 11 de novembro de 1965  | 2 de março de 1970      | República parlamentar                           | Nova constituição             |
| Serra Leoa                      | 27 de abril de 1961     | 19 de abril de 1971     | República parlamentar                           | Nova constituição             |
| Tanganica                       | 9 de dezembro de 1961   | 9 de dezembro de 1962   | República independente da Assembleia            | Nova constituição             |
| Trindade e Tobago               | 31 de agosto de 1962    | 1 de agosto de 1976     | República parlamentar                           | Nova constituição             |
| Uganda                          | 9 de outubro de 1962    | 9 de outubro de 1963    | República parlamentar                           | Emenda Constitucional         |

Além dos estados listados acima, o Domínio de Terra Nova era um domínio quando o Estatuto de Westminster 1931 recebeu aprovação real, mas efetivamente perdeu esse status em 1934, sem nunca ter concordado com o Estatuto de Westminster. Devido a uma crise financeira e política doméstica, a legislatura de Terra Nova solicitou ao Reino Unido que suspendesse o status de domínio, o parlamento do Reino Unido aprovou o Newfoundland Act de 1933 e o governo direto foi implementado em 1934. Em vez de reivindicar o status de domínio após a Segunda Guerra Mundial, tornou-se uma província do Canadá em 1949.

### Referendos republicanos
Seis reinos e domínios da Comunidade das Nações realizaram referendos para considerar se deveriam se tornar repúblicas. Em janeiro de 2020, dos oito referendos realizados, três foram bem sucedidos: em Gana, na África do Sul e o segundo referendo na Gâmbia. Referendos que rejeitaram a proposta foram realizados na Austrália, duas vezes em Tuvalu e em São Vicente e Granadinas. O interesse em realizar um segundo referendo foi manifestado na Austrália em 2010.
Durante as eleições gerais jamaicanas de 2020, o Partido Nacional do Povo prometeu realizar um referendo sobre se tornar uma república dentro de 18 meses se vencesse a eleição e as pesquisas sugeriram que 55% dos jamaicanos desejavam que o país se tornasse uma república. No entanto, o Partido Trabalhista da Jamaica, que em 2016 prometeu um referendo, mas não o realizou, foi reeleito.
Barbados, que foi um reino da Commonwealth por 55 anos desde que conquistou a independência em 1966, tornou-se uma república por votação do Parlamento em outubro de 2021, com vigência em 30 de novembro de 2021. Alguns barbadianos criticaram a decisão do governo de não realizar um referendo sobre o assunto como sendo antidemocrático. Em 2022, os governos da Jamaica, Bahamas, e Antígua e Barbuda anunciaram suas intenções de realizar referendos:
| Ano realizado | País                     | Sim                | Não                | Margem de vitória (%) | República |
| ------------- | ------------------------ | ------------------ | ------------------ | --------------------- | --------- |
| 1960          | Gana                     | 1,008,740 (88.49%) | 131,145 (11.51%)   | 877,595 (77%)         | Sim       |
| 1960          | União da África do Sul   | 850,458 (52.29%)   | 775,878 (47.71%)   | 74,580 (5%)           | Sim       |
| 1965          | Gâmbia                   | 61,563 (65.85%)    | 31,921 (34.15%)    | —                     | Não       |
| 1970          | Gâmbia                   | 84,968 (70.45%)    | 35,638 (29.55%)    | 49,330 (41%)          | Sim       |
| 1986          | Tuvalu                   | 121 (5.34%)        | 2,144 (94.66%)     | 2,023 (89%)           | Não       |
| 1999          | Austrália                | 5,273,024 (45.13%) | 6,410,787 (54.87%) | 1,137,763 (10%)       | Não       |
| 2008          | Tuvalu                   | 679 (35.02%)       | 1,260 (64.98%)     | 581 (30%)             | Não       |
| 2009          | São Vicente e Granadinas | 22,646 (43.71%)    | 29,167 (55.29%)    | 6,521 (12%)           | Não       |